# Andrzej Tomaszewski

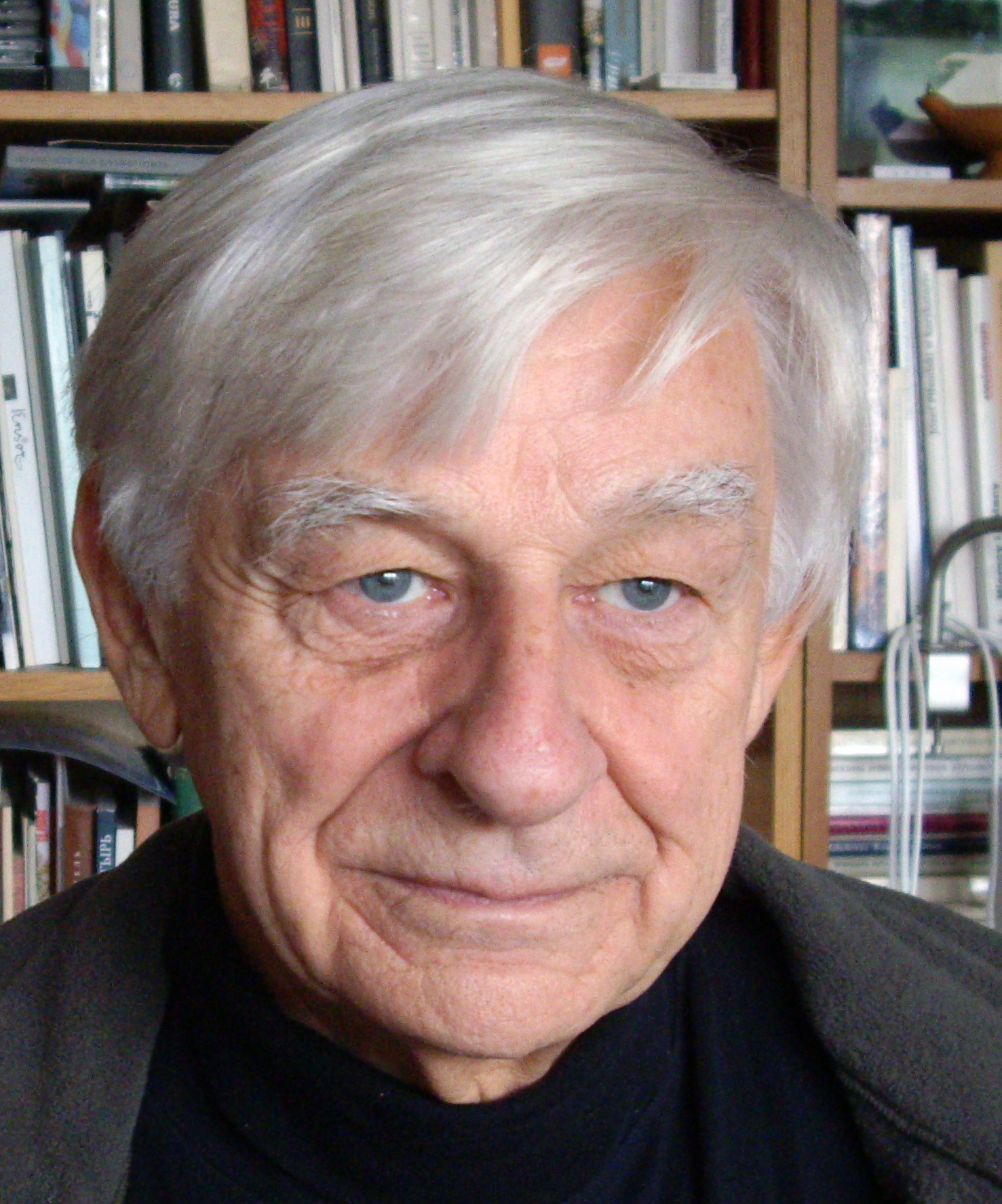
Andrzej Tomaszewski

Andrzej Stanisław Tomaszewski (* 26. Januar 1934 in Warschau; † 25. Oktober 2010 in Berlin) war ein polnischer Kunsthistoriker, Denkmalpfleger und Architekt.

## Leben
Andrzej Tomaszewski studierte Architektur an der Technischen Hochschule Warschau und Kunstgeschichte an der Universität Warschau. An der Universität Poitiers und an der Universität La Sapienza in Rom vertiefte er seine Kenntnisse in der Denkmalpflege und der Restaurierung. 1976 wurde er Professor für Architekturgeschichte und Denkmalpflege an der Technischen Hochschule Warschau. Er war 1981/83 Stipendiat am Wissenschaftskolleg zu Berlin und von 1986/87 Gastwissenschaftler am Kunsthistorischen Institut der Universität Mainz.
Tomaszewski war von 1988 bis 1992 Generaldirektor der ICCROM in Rom, dem Internationalen Forschungszentrum für Denkmalpflege und Restaurierung von Kulturgütern. Von 1995 bis 1999 war Tomaszewski Generaldenkmalpfleger der polnischen Republik und Vertreter Polens im Komitee des Weltkulturerbes der UNESCO sowie im Komitee des Kulturerbes des Europarates. Er war Geschäftsführer des Polnischen Nationalen Komitees des Internationalen Rates für den Denkmalschutz ICOMOS, Mitbegründer und Co-Vorsitzender des Arbeitskreises Deutscher und Polnischer Kunsthistoriker „Gemeinsames Erbe“ sowie Mitglied der Deutschen Akademie für Städtebau und Landesplanung. 
Tomaszewski war als Generaldenkmalpfleger der maßgebliche Initiator der „Denkmäler des deutsch-polnischen Kulturerbes“ wie der Marienburg, der Jahrhunderthalle in Breslau oder der Thorner Altstadt, die auf die Liste des Weltkulturerbes gesetzt wurden. Ferner bemühte er sich um die Wiederherstellung der Friedenskirchen in Jauer und Schweidnitz. Als Mitglied der Deutsch-Polnischen Stiftung Kulturpflege und Denkmalschutz engagierte er sich maßgeblich für die deutsch-polnische Zusammenarbeit. 2003 erhielt er den deutschen Georg-Dehio-Kulturpreis. Mit Ernst Badstübner, Dietmar Popp und Dethard von Winterfeld gab er 2005 den Band Polen. Schlesien im Auftrag des Herder-Instituts Marburg und der Dehio-Vereinigung in der Reihe Dehio-Handbuch der Kunstdenkmäler in Polen heraus.